# ゲヘナ (TRPG)
『ゲヘナ』は2003年6月にグループSNEが制作したテーブルトークRPGである。
著者は小川楽喜、監修は友野詳。
なお続編『ゲヘナ〜アナスタシス〜』は前作『ゲヘナ』からバランス調整がされ、20年後の世界を舞台としている。
また著者が田中公侍に変更されている。これは小川楽喜が体調を崩して、一線を引いたためである。

## 概要
「アラビアン・ダーク・ファンタジー」と銘打っており、他のファンタジーRPGとは異なりアラビアンナイト的な世界を舞台としている。
舞台は都市ごと煉獄（ゲヘナ）に落ちた世界、ジャハンナム。
PCは天使と邪霊の力がこめられた果実酒を飲み、常人離れした知力体力を持つ「享受者」と呼ばれる超人となり、地上を目指して冒険する。

## 世界設定
- 人間の領域ジャハンナム

ゲームの舞台となるジャハンナムはかつては地上で栄えた砂漠の国「シェオール」の成れの果てである。シェオール王国は、神すらもなしえなかった妖霊（ジン）たちの群れを使役することに成功したラスマーンが王となり、地上に作り上げた黄金の国である。だが、その王国は狂える吟遊詩人の呪いを聞き届けた邪霊（シャイターン）の王イブリスの手によって、国土ごと煉獄（ゲヘナ）へと落下することになる。「邪霊（シャイターン）」は煉獄に住む悪魔どもだ。彼らは地獄に落下した人類をすぐに殺すことはせず、長い時間をかけていたぶることに決めた。そして邪霊たちはあえて人類に地獄で生きるための知恵（魔術など）と場所を提供した。人類は邪霊たちの力によって与えられた生活領域を「ジャハンナム」と名づけ、そこで日々を懸命に暮らしている。
- 邪霊の領域ゲヘナ

ジャハンナムが存在する煉獄（ゲヘナ）には邪霊（シャイターン）と言われる悪魔どもが住んでいる。邪霊たちはジャハンナムの周囲に「獄」といわれる自らの王国をいくつも作っている。ジャハンナムでは死者の魂は邪霊の「獄」のいずれかにひきよせられ、そこで永劫の苦しみを得る。ジャハンナムでの「死」には安らぎは存在しないのである。（その代わりに、実際に「獄」まで歩いていけるのでそこで魂をとりかえせばその人間は生き返る）
邪霊王イヴリスは神が妖霊（ジン）に代わって地上の支配者として人間を創ったことに対し不満の意を表明して神の下を去った上位妖霊であり、邪霊はイヴリスが自らに似せて作った存在である。彼らは「神が人間を作ったことを過ちだと認めさせる」ことを目的に行動している。人間に絶望を与え堕落させることで、人間がいかに愚かな存在かを神にみせつけようとしているのだ。邪霊たちがゲヘナに堕ちた人間たちにあえて生きるための知恵と場所を与えたのも、人間たちが自らの意思で邪霊たちに屈服していくのを楽しむためなのだ。
ジャハンナムの人間たちには常に邪霊の声が囁かれる。神を裏切り魂を受け渡せと。そうすれば幸福になるための力を与えてやると。邪霊に魂を受け渡した人間は不幸しか待っていない。神の教えではそう語られているが、地獄という極限状況の中では邪霊の誘惑に身を落とすものも絶たない。それを見て邪霊どもはせせら笑う。そして、神が人類に見切りをつけたとき、神の裁きが全人類に下る。それこそが邪霊の目的が達せられるときなのだ。
- 頽廃の果実酒

かつてこの煉獄では大天使らと大邪霊らの闘いがあった。その時に敗れ、引き裂かれた天使の遺骸を苗床に邪霊が不思議な木を育てた。その木になる実は蒼色の果汁を持ち、それから作られた果実酒は飲んだものに天使と邪霊の双方の力を与えるのである。ただし、その力を受けとる時に自らの肉体が耐え切れずに死ぬ者も多かった。:この果実酒を飲んで生き残ったものは「享受者」と呼ばれ、ジャハンナムの社会で畏怖される超人になる。
- 享受者

享受者とはジャハンナムの社会を闊歩する侠客たちのことである。彼らは通常の人間にない超人的な力を手に入れたものたちであり、その力を持って様々な武術流派を治め、用心棒やトラブルシューターを行うことで報酬を得ている。多くの享受者は紫杯連（マーリク）といわれるやくざ組織のようなものの一員であり、裏社会の中で生きている。
通常の人間の何倍もの力を持つ「享受者」はジャハンナムの希望でもある。邪霊の妨害に負けずに地上へと帰る道を探してくれるのは彼らだけなのだ。そして実際に、地上へ帰るための道を探そうとする勇気ある者たちはこぞって享受者になっていった。
しかし、正義の味方のみが享受者になるわけではない。実際にはただ力が欲しいがゆえに享受者になる者も多い。更なる力を求めて邪霊と手を組む享受者までいる。大いなる希望であると同時に大いなる災厄にもなりうるのだ。
- 紫杯連（マーリク）

紫杯連とは享受者たちの自助団体である。いわゆる武侠集団であり、水滸伝に出てくる梁山泊や祝家荘などがそのイメージに近い。
享受者は大きな力を持つためにジャハンナムの社会をたやすく混乱に陥れることができる。その享受者たちが社会を混乱させぬように監視し、また、国や寺院や大商人といった大きな権力が享受者の力を利用しようとしないように監視する。そうやって享受者と普通の人間たちとの架け橋になることが紫杯連の目的である。
紫杯連はジャハンナムではいわゆるやくざ組織のような存在として認知されている。物騒な力をもつ享受者をまとめあげて管理している組織ということだ。実際に紫杯連は裏社会に大きな権力をもっており、ジャハンナムの政治や経済に干渉できる存在である。紫杯連は現在では4つが存在し、方針の違いから対立を繰り返している。紫杯連同士の抗争は危険なものになるために表立っては行われないのが通例であるが稀に大きな喧嘩も勃発する。いったん抗争が始まると、空を割り大地を裂く力を持つ享受者が何人もぶつかりあうことで、カタギの衆を巻き込む大きな被害を出してしまうことになる。

## システム

### キャラクターメイキング
PCは、「種族」と「術技」の組み合わせで表現される。術技とは、「キャラクターがどのような武術流派に属しているか」を表すものであり、キャラクタークラスに類するものである。詳細は#種族と#術技の項目を参考。

### 行為判定
行為判定は6面ダイスを数個振って一定以上の目（通常の判定では最低4以上×3が標準）がいくつ出るかで達成値を決める。
このような達成値算出方式をとるシステムは、他に『シャドウラン』『天羅万象』などがある。

### 戦闘ルール
攻撃方法は牽制/通常/渾身の三種類選べる。
後の方程「重い攻撃」となり、命中させ難くなるが、その分与えるダメージも高くなる様になっている。
ゲヘナには連撃とカウンターという二つの特徴的なルールが存在する。
カウンターや連撃による攻防の駆け引きは、対戦格闘ゲームに近い感覚を再現している。

#### 連撃
一回の自分の手番で連続して何回も攻撃することができるルール。PCが何回まで連撃ができるかはキャラクターの属する術技とレベルによって決まる。連撃では一回一回の攻撃において牽制/通常/渾身の三種類を選ぶことができる。ただし、前の攻撃よりも「軽い攻撃」を行うことはできない。（例えば三連撃可能なキャラクターなら、牽制→通常→渾身や、牽制→牽制→渾身などといった攻撃はできるが、牽制→通常→牽制といった攻撃はできない）
連撃では、攻撃をつなげればつなげるほど、後の攻撃の命中判定やダメージが上がる。例えば連撃一回目に行った「牽制」が相手の防護を貫けず効果がなくても、二回目の攻撃は連撃効果により命中判定やダメージが増加するのだ。つまり、「軽いジャブでフェイントをついて必殺の一撃を決める」といったノリである。特に「渾身」などは命中がしにくいため、連撃を積み重ねていってから「渾身」で攻撃した方が命中しやすくなり、より強力な効果が出るのである。
対戦格闘ゲームにおけるコンボ攻撃に近い感覚を再現している。

#### カウンター
防御側は相手の攻撃に対して避けるだけでなく、カウンターで反撃もできる。カウンターは相手の攻撃に対して防御側も攻撃することで対抗するというものである。カウンターの際には、攻撃を仕掛けてきた相手の攻撃種別と同じかより「重い」ものしか選べないようなっており、（つまり、相手が「通常」の剣戟を仕掛けてきたならば、カウンター側も「通常」か「渾身」で反撃しないとならない）
カウンターが決まれば攻撃側が与えるはずだったダメージは全て攻撃側に跳ね返る。その上カウンター側の武器による攻撃ダメージも追加される。カウンターが失敗すれば、防御側がそれらのダメージを全て食らう（つまり、普通に回避が失敗した以上の被害になる）。また、カウンターが決まれば連撃がそこでストップするため、素早い敵には有効な手段である。
これもまた、対戦格闘ゲームにおけるカウンターに近い感覚を再現している。

## 種族
- 人間
  - 銀糸の民
  - 海の民
- 天使
  - 堕天使
- 獣人
  - 肉食獣
  - 草食獣
  - 小動物
  - 有翼種
  - 水棲種
- 甲蠍人
- 半妖霊

## 術技
刀術
霊体をも斬れる"銘刀"を用いて戦う。連続攻撃が得意。
獣甲術
体の一部を獣甲と呼ばれる生体武器に置き換えた戦士達が用いる。
魂装術
武器に死者の霊魂をまとわりつかせて闘う。テクニカルな戦いができる。
暗殺術
魔薬とよばれる薬を体内で賦活させて戦う。また、暗器によるトリッキーな戦闘を行える。
愧拳術
愧風という風を生み出し、これを纏って戦う徒手空拳による格闘術。重い打撃によるカウンターを得意とする。
覇杖術
聖杖と蛇杖という二つの杖を用いて戦う。防御や攻撃に、多彩な戦いを行える。
炎術
破壊をもたらす黒炎と癒しを与える白炎を扱う魔術。攻撃の黒炎を得意とするものは黒炎術士、回復の白炎を得意とするものは白炎術士と呼ばれることもあるが、基本的には炎術士で統一されている。
風術
炎術と対を成す、風の魔術。攻撃を司る紅風術、守りを司る碧風術によって、直接攻撃から援護までを多彩に行うことが出来る。
妖霊使役
風と火より生まれた妖霊（ジン）と契約を結び、これを使役する術。妖霊の能力しだいで交渉・探索から戦闘まで一通りこなせるが、他者の判定を援護し、成功しやすくすることに本領を発揮する。
海妖使役
風と水より生まれた海妖と契約を結び、これを使役する術。基本的に妖霊使役に準ずる。
黒沙術
死者の怨念を吸った黒い砂「黒沙」を操る術。あらかじめ仕掛けておき、相手の行動に反応して作動させる設置系・トラップ系の技が主体。
邪眼術
「呪い」をかける邪眼による呪術。相手の行動にペナルティを与えるものが多い。
神語術
神の言葉「神語」による抵抗不可能な魔術。効果が不安定であり、必ず望んだ効果を得られるとは限らず、また思わぬ副作用を引き起こすこともある。
幻鏡術
神語術より派生した実体のある幻、幻鏡を操る術。最も攻撃的な術を含んでいる。
雑芸術
術技として洗練されてはいないが、有効な各種の動作をまとめてこう呼ぶ。
ソードダンス、ジャグリング、鷹匠、座空乗り、火吹き、水芸がある。

## 書誌情報
全てジャイブより発売されている。

### ゲヘナ
- 『ゲヘナ』 ISBN 978-4902314021
- 『煉獄彷徨』（サプリメント） ISBN 978-4902314168
- 『人魔饗宴』（サプリメント） ISBN 978-4902314434

### ゲヘナ リプレイシリーズ
「シェヘラザート・テイルズ」シリーズ
商用リプレイ第1弾。全2巻。著者は三田誠。
- ゲヘナ・リプレイ シェヘラザート・テイルズ ISBN 978-4902314816
- ゲヘナ・リプレイ2 シェヘラザート・テイルズ〜イブリスの炎〜 ISBN 978-4861761072

「アザセル・テンプテーション」シリーズ
商用リプレイ第2弾。全3巻。著者は秋口ぎぐる。なお、2巻目である『罠と幻と放浪者たち』以降は、アナスタシスのルールでプレイされている。
- ゲヘナ・リプレイ3 アザゼル・テンプテーション〜弓と笛と放浪者たち〜 ISBN 978-4861762178
- ゲヘナ・リプレイ4 アザゼル・テンプテーション〜罠と幻と放浪者たち〜 ISBN 978-4861762741
- ゲヘナ・リプレイ5 アザゼル・テンプテーション〜王女と獄と放浪者たち〜 ISBN 978-4861762871

### ゲヘナ ノベルシリーズ
著者は秋口ぎぐる。
- ゲヘナ・ノベル シェヘラザート・ビースト ISBN 978-4861761089
- ゲヘナ・ノベル2 堕天使の方舟 ISBN 978-4861760082

### ゲヘナ〜アナスタシス〜
- 『ゲヘナ〜アナスタシス〜 』ISBN 978-4861762659
- 『魔星降臨』（サプリメント） ISBN 978-4861763007
- 『獄王顕現』（サプリメント） ISBN 978-4861764066
- 『幻洋綺譚』（サプリメント） ISBN 978-4861765919

### ゲヘナ〜アナスタシス〜 リプレイシリーズ
「煌（きらきら）少女」シリーズ
商用リプレイ第3弾。全3巻。著者は田中公侍。
- 瓦礫の都市の煌（きらきら）少女―Replay:ゲヘナ〜アナスタシス〜 ISBN 978-4861762956
- 雨呼ぶ街と煌（きらきら）少女―Replay:ゲヘナ〜アナスタシス〜 ISBN 978-4861763595
- 黒鏡の獄の煌（きらきら）少女―Replay:ゲヘナ〜アナスタシス〜 ISBN 978-4861763892

（シリーズ名なし）
商用リプレイ第4弾。全4巻。著者は友野詳。本編中に『アザセル・テンプテーション』シリーズの登場人物が再登場している。なお、シリーズ名は特に決まっていないが、著者の友野は文庫の後書きで「ハイレベルリプレイシリーズ」「＜運命＞シリーズ」等と呼称している。
- 血の妖石は宿命の道標―Replay:ゲヘナ〜アナスタシス〜 ISBN 978-4861764387
- 時の渦動は運命の扉―Replay:ゲヘナ〜アナスタシス〜 ISBN 978-4861764646
- 銀糸の迷宮は運命の賭け―Replay:ゲヘナ〜アナスタシス〜 ISBN 978-4861764929
- 逆撃の獄は宿命の終局―Replay:ゲヘナ〜アナスタシス〜 ISBN 978-4861765193

「MOLB」シリーズ
商用リプレイ第5弾。全2巻。著者は河野裕。
- ミラージュオーシャン・ログブック―Replay:ゲヘナ〜アナスタシス〜 ISBN 978-4861766077
- ミラージュオーシャン・ログブック2―Replay:ゲヘナ〜アナスタシス〜 ISBN 978-4861767609

イラストレーター セッション
商用リプレイ第6弾。著者は友野詳。
- イラストレーター セッション 常夏の島に刃が踊る Replay:ゲヘナ 〜アナスタシス〜 ISBN 978-4861767173

### ゲヘナ〜アナスタシス〜 ノベルシリーズ
著者は友野詳、雨木シュウスケ、秋口ぎぐる、篠谷志乃、安道やすみち
- 瓦礫の空に煌く炎―Novel:ゲヘナ〜アナスタシス〜 ISBN 978-4861763250